# Système généralisé de préférences
Le Système généralisé de préférences (SGP) est un programme de préférences commerciales pour les biens provenant des pays en développement, notamment les pays les moins avancés, mis en place par plusieurs pays développés, en dérogation de la clause de la nation la plus favorisée, dans le cadre de l'Organisation mondiale du commerce. Sans négociation ni réciprocité, il ne s'applique pas sur les droits de douane des pays pauvres, mais seulement sur leur exportation,. C'est un système d'aide pour les pays en développement pour les soutenir dans leurs échanges commerciaux.

## Histoire
Le concept de système généralisé de préférences a tout d'abord été pensé par Raúl Prebisch et Hans Singer à la fin des années 50 et du début des années 60. Ce système de préférences commerciales pour les pays en développement est créé en 1968 dans le cadre de la Conférence des Nations unies sur le commerce et le développement,. En 1971, dans le cadre du Accord général sur les tarifs douaniers et le commerce (GATT), une clause d'exemption à la notion de nation la plus favorisée est votée, pour une durée de 10 ans,. Cette clause permet de construire le cadre légal en droit international permettant la mise en place de système généralisé de préférences. Ainsi l'Union européenne met en place dès la même année son premier système de SPG. En 1979, cette clause devient permanente,,.
En 2009, 11 types de systèmes généralisés de préférences ont été mis en place par respectivement l'Australie, la Biélorussie, le Canada, les États-Unis, le Japon, la Norvège, la Nouvelle-Zélande, la Russie, la Suisse, la Turquie et l'Union européenne.

## Objectifs
Les objectifs du Système généralisé de préférences, « sans réciprocité ni discrimination, en faveur des pays en voie de développement, y compris des mesures spéciales en faveur des pays en voie de développement les moins avancés, doivent être :
1. d'augmenter leurs recettes d'exportation ;
2. de favoriser leur industrialisation ; et
3. d'accélérer le rythme de leur croissance économique. »

## Applications
Les préférences sont éventuellement limitées à certains secteurs et possèdent souvent des clauses qui permettent aux pays qui les accordent de les suspendre ou les annuler, selon le contexte économique ou politique.

### Union européenne
L'Union européenne met en place son premier système de SPG dès 1971. Le SPG de l'Union européenne fonctionne avec un système de certificat d'origine délivré par le pays exportateur. Dans certains cas, il peut exister des règles de cumul à l'échelle régionale ou continental pour les certificats d'origine. 
L'Union européenne se réserve le droit de retirer le traitement préférentiel du SPG en cas d'esclavage, de travail forcé, de violation importante du droit du travail, de la liberté d'association ou de l’absence de coopération administrative. L'Union européenne peut également réintroduire des tarifs douaniers en cas d'augmentation importante des volumes d'importations. De la même manière, l'Union européenne peut évaluer tous les ans qu'un secteur d'activité d'un pays donné a atteint un seuil de compétitivité suffisant pour sortir du système de SPG. Et enfin l'Union européenne modifie chaque année la liste des pays qui bénéficient du système de SPG selon leur développement. Son système généralisé de préférences est modifié de manière décennale, un de ces cycles couvre la période 1995-2005, un autre la période 2006-2015.
En 2004, le SPG de l'Union européenne s'appliquait aux marchandises en provenance de 142 pays. Toujours en 2004, le SPG de l'Union européenne comportait plusieurs régimes dont un régime général, un régime d'encouragement à la protection des droits des travailleurs, un régime d'encouragement à la protection de l'environnement, un régime en faveur des pays les moins avancés (appliqué à tous les pays les moins avancés) et un régime de lutte contre la production et le trafic de drogues (appliqué à certains pays d'Amérique latine).
En 2017, le système généralisé de préférences de l'Union européenne est appliqué en 3 niveau :
- Le SPG général s'applique à tous les pays qui ne sont pas à niveau de revenu intermédiaire ou élevé. Le régime standard accord une diminution de droits de douane sur 66 % des catégories de produits[10]. Ce mécanisme exclut cependant les produits considérés comme compétitifs sur le marché mondial, catégorie de produits variant selon les pays exportateurs[10]. De même, certains catégories de produits tels que le textile ou les produits agricoles ne sont pas ou peu concernés par ces diminutions[4]. Enfin, les diminutions de droits de douane varient selon les types de produits[10]. En juillet 2017, ce régime concerne 18 pays : la République du Congo, la Côte d'Ivoire, le Ghana, le Kenya, le Nigeria, Eswatini (ex-Swaziland), l'Inde, l'Indonésie, le Tadjikistan, l'Ouzbékistan, le Viêt Nam, les Îles Cook, la Micronésie, Nauru, Niue, les îles Tonga, l'Ukraine et la Syrie[10],[11]. En janvier 2019, il concerne 15 pays : République du Congo, le Kenya, le Nigeria, l'Inde, l'Indonésie, le Tadjikistan, l'Ouzbékistan, le Viêt Nam, les Îles Cook, la Micronésie, Nauru, Niue, les Tonga, la Syrie et Samoa[12] (les pays qui ne bénéficient plus du SGP général bénéficient d'accords commerciaux plus avantageux, par exemple l'accord d'association entre l'Ukraine et l'Union européenne et les accords de partenariat économique[13]). Les Tonga sont sortis de la liste des bénéficiaires le 1er janvier 2017, mais elles l'ont réintégrée ensuite, après avoir été reclassées dans la liste des pays à revenu moyen inférieur en 2017 par la Banque mondiale ; le pays a quitté la liste des bénéficiaires une seconde fois le 1er janvier 2021[13].
- Le SPG + concerne les pays qui sont déjà éligibles au régime au SPG général mais qui en plus ont des difficultés à exporter leur production et qui respectent 27 conventions internationales en termes de droit sociaux et environnementaux. En 2017, ce régime concerne 9 pays : le Cap-Vert, l'Arménie, le Kirghizistan, la Mongolie, le Pakistan, les Philippines, le Sri Lanka, la Bolivie et le Paraguay[14]. En janvier 2019, il concerne 8 pays[12], les mêmes qu'en 2017 sauf le Paraguay, devenu un pays à revenu intermédiaire de la tranche supérieure pendant trois ans consécutifs[13]. Depuis le 1er décembre 2020, l'Ouzbékistan bénéficie du régime SPG +[15].
- L'initiative « Tout sauf les armes » accorde un accès libre de droits de douane pour l'ensemble des produits, sauf les armes, exportés par les pays les moins avancés (PMA). En 2021, 47 pays en bénéficient : l'ensemble des PMA, ainsi que le Vanuatu ; ce dernier a quitté la liste des PMA en 2020, mais l'Union européenne accorde une période de transition de trois ans pendant laquelle les anciens PMA continuent à bénéficier de l'initiative[16].

### États-Unis
Le Système généralisé de préférences des États-Unis débute en 1976 à la suite du Trade Act of 1974. Le programme américain repose initialement sur deux types de critères : des critères obligatoires et des critères discrétionnaires. Par la suite, le SGP des États-Unis s'est régulièrement restreint par l'ajout de critères économiques notamment sur le droit du travail. Ces mesures de restrictions ont eu lieu notamment en 1980, 1983 et en 1984. Ces mesures ont cependant amélioré à terme le droit du travail dans les pays ayant fait l'objet de restrictions. Ainsi la place du système généralisé de préférences a peu à peu diminué, de par l'exclusion de certains pays à revenus intermédiaires, l'exclusion de certains types de produits et l'augmentation du commerce avec les pays non concernés par ce système. Ainsi en 2005, seulement 1,6 % des importations des États-Unis étaient concernées par le système généralisé de préférences.

## Critiques
Certains pointent la faible efficacité du dispositif, par la relativement faible augmentation du commerce avec les pays en développement par rapport à l'augmentation générale du commerce dans le monde,. De plus le système est complexe tant du fait des règles d'origines que des nombreuses clauses d'exception.
Enfin, l'effet d'un système généralisé de préférences envers les pays en développement se réduit en raison de la diminution généralisée des droits de douane dans le monde par rapport à leur niveau élevé du milieu du XXe siècle.